# Anaxyrus boreas
Anaxyrus boreas (trước đây gọi là Bufo boreas, tên tiếng Anh: Western toad) là một loài cóc lớn, dài từ 5,6 và 13 cm (2,2 và 5,1 in), bản địa miền tây Bắc Mỹ. A. boreas thường xuyên được bắt gặp trên các vệ đường vào mùa mưa, và gần nguồn nước vào mùa khô. Loài này ăn tất cả côn trùng mà chúng có thể bắt. Chúng có thể bật nhảy tương đối xa. Mùa sinh sản là từ tháng đến tháng 7 ở vùng núi, và có thể đến sớm vào tháng 1 ở vùng đất thấp. Con cái đẻ đến 17.000 trứng dính vào nhau và được mắc vào cây cối hay các vật khác bên mép nước.

## Phân loài
- A. b. boreas
- A. b. halophilus

## Phân loại
Phạm vi phân bố của A. boreas kéo dài từ tây British Columbia và nam Alaska, về phía nam qua Washington, Oregon, và Idaho tới bắc Baja California, México; về phía đông đến Montana, tây và trung Wyoming, Nevada, vùng núi của Utah, và tây Colorado. Sự xuất hiện của chúng ở Yukon, Các Lãnh thổ Tây Bắc, bắc và trung British Columbia cũng đã được ghi nhận.
Phân bố của hai phân loài là như sau:
- Anaxyrus boreas boreas: từ tây British Columbia và Alaska về phía nam qua Washington, Oregon, Idaho, tây Montana và tây Wyoming tới bắc California, Nevada, tây Colorado, và tây Utah.
- Anaxyrus boreas halophilus: từ cực tây Nevada qua thung lũng Trung tâm California và duyên hải California về phía nam đến Baja California.